# Kalix pastorat
Kalix pastorat var ett pastorat i Norra Norrbottens kontrakt (före 2017 Kalix-Torne kontrakt) i Luleå stift i Kalix kommun i Norrbottens län. 2018 upphörde det som flerförsamlingspastorat.
Pastoratet bildades 2014 genom sammanläggning av pastoraten:
- Nederkalix pastorat
- Töre pastorat

Pastoratet bestod till och med 2017 av följande församlingar:
- Nederkalix församling
- Töre församling

2018 slogs församlingarna ihop och pastoratet motsvarar därefter den sammanlagda församlingen benämnd Kalix församling.
Pastoratskod är 110701